# Alf (flod)
Alf är en 52  km lång tysk flod som rinner genom Rheinland-Pfalz. Det är en biflod på vänstra stranden av Mosel.